# Conseil départemental de la Creuse
Le conseil départemental de la Creuse est l'assemblée délibérante du département français de la Creuse, collectivité territoriale décentralisée. Son siège se trouve à Guéret.

## Le président
Depuis 2015, la présidente du conseil départemental de la Creuse est Valérie Simonet (LR).

### Liste des présidents successifs
| Période                            | Période                      | Identité                     | Étiquette                    | Étiquette                    |
| Président du conseil général       | Président du conseil général | Président du conseil général | Président du conseil général | Président du conseil général |
| ---------------------------------- | ---------------------------- | ---------------------------- | ---------------------------- | ---------------------------- |
| 1874                               | 1885                         | Joseph Edmond Fayolle        |                              | Républicain modéré           |
| 1885                               | 1886                         | Aristide Martin              |                              | Républicain modéré           |
| 1886                               | 1889                         | Eugène Parry                 |                              | Républicain modéré           |
| 1899                               | 1907                         | Ferdinand Villard            |                              | RRRS                         |
| 1907                               | 1923                         | Alphonse Defumade            |                              | RRRS                         |
| 1926                               | 1928                         | Léon Chagnaud                |                              | Union républicaine           |
| 1928                               | 1940                         | Charles Filloux              |                              | RRRS                         |
| 1940                               | 1945                         | Conseil général suspendu     | Conseil général suspendu     | Conseil général suspendu     |
| 1945                               | 1973                         | Paul Pauly                   |                              | SFIO                         |
| 1973                               | 1983                         | André Chandernagor           |                              | PS                           |
| 1983                               | 1992                         | Michel Moreigne              |                              | PS                           |
| 1992                               | 1994                         | Thierry Chandernagor         |                              | PS                           |
| 1994                               | 1998                         | Bernard de Froment           |                              | RPR                          |
| 1998                               | 2001                         | Gérard Gaudin                |                              | DVD                          |
| 2001                               | 2015                         | Jean-Jacques Lozach          |                              | PS                           |
| Président du conseil départemental |                              |                              |                              |                              |
| 2015                               | En cours                     | Valérie Simonet              |                              | LR                           |

## Composition de l'organe exécutif du conseil départemental

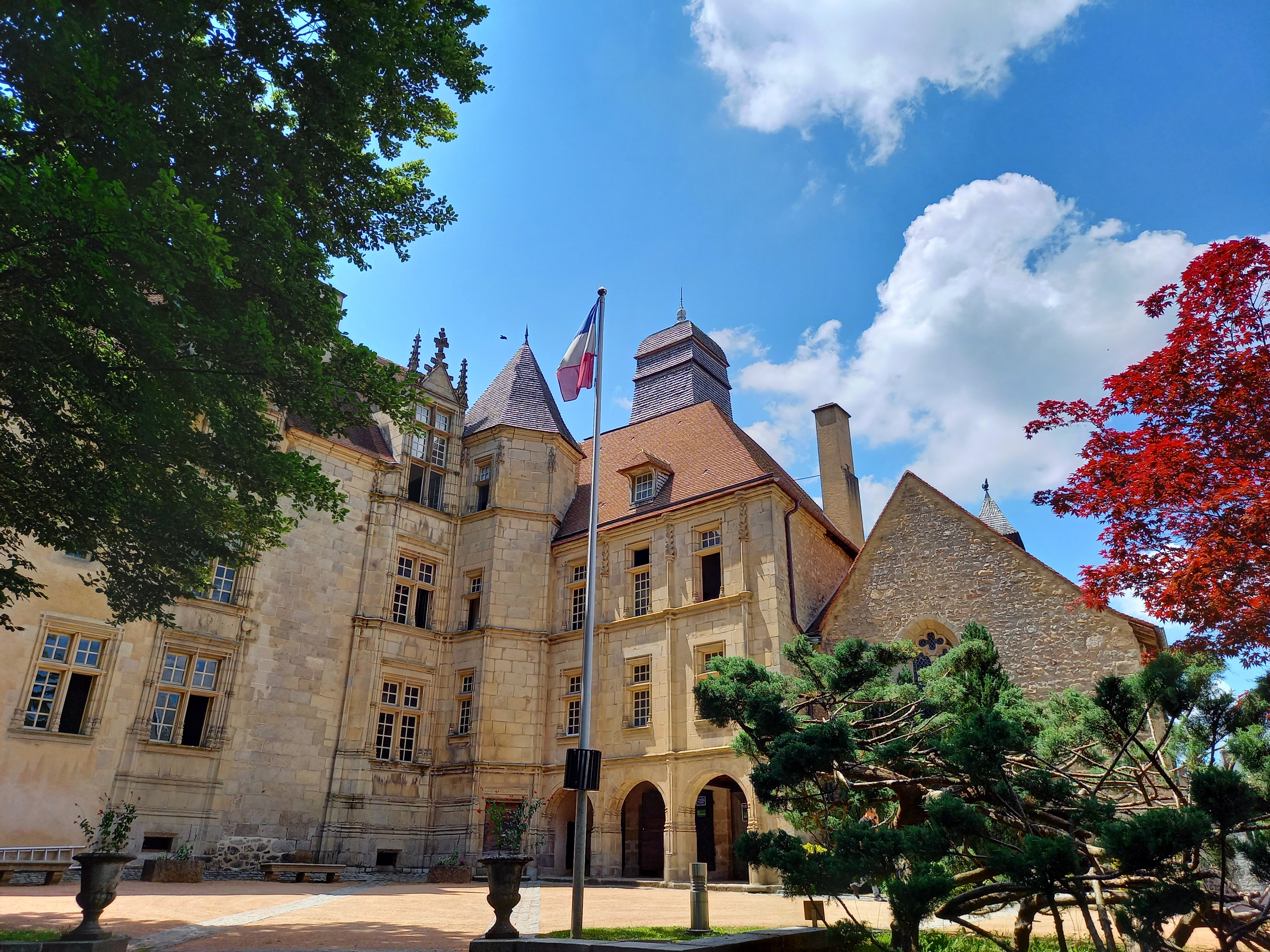
L'hôtel des Moneyroux à Guéret est le siège du conseil départemental de la Creuse.

La droite remporte les élections départementales de mars 2015 avec 8 cantons sur 15, représentés par 16 conseillers départementaux, tandis que la gauche gagne 7 cantons et dispose donc 14 conseillers départementaux.

### Vice-présidents (depuis 2019)
- 1er vice-président chargé des Affaires générales et de la Modernisation de l'action publique : Thierry Gaillard (canton d'Ahun)
- 2e vice-présidente chargée de l'Attractivité : Catherine Defemme (canton d'Ahun)
- 3e vice-président chargé de l'Action sociale, du retour à l'Emploi et du Logement : Patrice Morancais (canton de Gouzon)
- 4e vice-présidente chargée de l'Autonomie : Marie Christine Bunlon (canton de Gouzon)
- 5e vice-président chargé de la Vie collégienne, du Sport et de la Jeunesse : Laurent Daulny (canton de Dun-le-Palestel)
- 6e vice-présidente chargée des Infrastructures et du Numérique : Hélène Faivre (canton de Dun-le-Palestel)
- 7e vice-président chargé du Développement des territoires : Nicolas Simonnet (canton d'Évaux-les-Bains)

## Assemblée départementale
Le conseil général de la Creuse comprenait 27 conseillers généraux issus des 27 cantons de la Creuse.
Depuis 2015, Le conseil départemental comprend 30 conseillers départementaux issus des 15 nouveaux cantons de la Creuse
| Parti                               | Sigle | Sigle | Élus | Groupes              |
| ----------------------------------- | ----- | ----- | ---- | -------------------- |
| Majorité (18 sièges)                |       |       |      |                      |
| Les Républicains                    |       | LR    | 14   | La Creuse ambitieuse |
| Divers droite                       |       | DVD   | 4    | La Creuse ambitieuse |
| Opposition (12 sièges)              |       |       |      |                      |
| Parti socialiste                    |       | PS    | 11   | Gauche unie          |
| Divers gauche                       |       | DVG   | 1    | Gauche unie          |
| Présidente du Conseil départemental |       |       |      |                      |
| Valérie Simonet (LR)                |       |       |      |                      |

## Logotypes

Logo de la Creuse (conseil général) de 1998 à 2010
Logo de la Creuse (conseil général) de 2010 à 2015
Logo de la Creuse (conseil départemental) de 2015 à 2017
Logo de la Creuse (conseil départemental) depuis 2017